# Hjalmar Hirsch
Carl David Hjalmar Hirsch, född 28 januari 1853 i Stockholm, död 10 februari 1897, var en svensk skådespelare. 
Han var engagerad vid Svenska teatern i Helsingfors, vid Nya teatern i Stockholm, vid Vasateatern 1887–1889, vid Södra Teatern 1889–1895 och hos Hjalmar Selander. 1895 lämnade han scenen. 
Bland Hirschs roller kan nämnas: Tardivel i Kolhandlarne, Gempe i Storstadsluft, Cabriolini i Rigobert, Anatolio i Hata mig, herre, Schimmel i Klentrogne Thomas, Janne Ström i Våra flickjägare och Grégoire i Niniche. 1894 var Hirsch den förste att dra på sig tantkläderna i rollen som Lord Fancourt Babberley vid den svenska premiären av Charleys tant på Södra Teatern.

## Teater

### Roller
| År   | Roll                    | Produktion                                                    | Regi | Teater        |
| ---- | ----------------------- | ------------------------------------------------------------- | ---- | ------------- |
| 1887 | Ascanio                 | Amors gengångare Louis Varney, Jules Prével och Armand Liorat |      | Vasateatern   |
| 1894 | Lord Fancourt Babberley | Charleys tant Brandon Thomas                                  |      | Södra Teatern |

### Fotnoter
1. ↑  ”Amors gengångare”. Musikverket. http://calmview.musikverk.se/CalmView/Record.aspx?src=CalmView.Performance&id=PERF15066&pos=20. Läst 5 juli 2015.
2. ↑  ”Teater och musik”. Dagens Nyheter:  s. 2. 20 januari 1894. http://arkivet.dn.se/arkivet/tidning/1894-01-20/8837a/2. Läst 23 augusti 2015.